# Cuttino Mobley
Cuttino Rashawn Mobley (Filadelfia, 1º settembre 1975) è un ex cestista statunitense, professionista nella NBA.

## Carriera
Cuttino, conosciuto anche come The Cat (il gatto), frequentò l'Incarnation of Our Lord grade school, a Olney sobborgo di Philadelphia. In seguito, Mobley frequentò la Cardinal Dougherty High School e il Maine Central Institute. Dopo l'high school frequentò l'Università del Rhode Island dove condusse i Rams ad un'apparizione nell'Elite Eight nel 1998 NCAA Men's Division I Basketball Tournament.
Venne selezionato nel secondo giro del Draft NBA 1998 come 41 scelta assoluta dai Houston Rockets. Giocò con loro per sei stagioni prima di essere girato agli Orlando Magic insieme a Steve Francis e Kelvin Cato in cambio di Tracy McGrady nel mercato pre-2004-05.
Dopo 23 partite con i Magic, tuttavia, venne scambiato con i Sacramento Kings per Doug Christie. Mobley si piazzò terzo nella lega per percentuali dal tiro da tre nella stagione 2004-05.
Firmò un contratto quinquennale da 42 milioni di dollari con i Clippers il 14 luglio 2005. Si distinse per il suo tiro da tre, nel Clutch City shootout contest a Houston nei suoi anni ai Rockets. Mobley, insieme a Sam Cassell e Elton Brand condusse i Clippers ai play-off 2006.
Il 21 novembre 2008 viene scambiato, insieme a Tim Thomas, con i New York Knicks, in cambio di Zach Randolph e Mardy Collins.
Nelle visite mediche successive allo scambio, lo staff medico dei Knicks riscontra al giocatore una cardiomiopatia ipertrofica; il successivo 11 dicembre 2008 annuncia il proprio ritiro, motivato proprio dall'invalidante (a livello agonistico) problema cardiaco.

## Statistiche

### College
| Anno      | Squadra        | PG | PT | MP   | TC%  | 3P%  | TL%  | RP  | AP  | PRP | SP  | PP   |
| --------- | -------------- | -- | -- | ---- | ---- | ---- | ---- | --- | --- | --- | --- | ---- |
| 1994-1995 | R. Island Rams | 27 | 25 | 29,0 | 37,7 | 30,3 | 77,8 | 4,8 | 1,8 | 1,6 | 0,5 | 13,3 |
| 1995-1996 | R. Island Rams | 2  | -  | 17,5 | 64,3 | 71,4 | 50,0 | 0,0 | 2,5 | 2,0 | 0,0 | 12,0 |
| 1996-1997 | R. Island Rams | 30 | 20 | 24,3 | 43,8 | 29,9 | 80,3 | 3,9 | 1,5 | 1,3 | 0,3 | 12,2 |
| 1997-1998 | R. Island Rams | 34 | 34 | 33,3 | 48,0 | 41,6 | 85,6 | 4,3 | 2,6 | 1,6 | 0,5 | 17,2 |
| Carriera  | Carriera       | 93 | 79 | 29,7 | 43,8 | 35,4 | 82,1 | 4,2 | 2,0 | 1,5 | 0,4 | 14,3 |

### NBA

#### Regular Season
| Anno      | Squadra          | PG  | PT  | MP   | TC%  | 3P%  | TL%  | RP  | AP  | PRP | SP  | PP   |
| --------- | ---------------- | --- | --- | ---- | ---- | ---- | ---- | --- | --- | --- | --- | ---- |
| 1998-1999 | Houston Rockets  | 49  | 37  | 29,7 | 42,5 | 35,8 | 81,8 | 2,3 | 2,5 | 0,9 | 0,5 | 9,9  |
| 1999-2000 | Houston Rockets  | 81  | 8   | 30,8 | 43,0 | 35,6 | 84,7 | 3,6 | 2,6 | 1,1 | 0,4 | 15,8 |
| 2000-2001 | Houston Rockets  | 79  | 49  | 38,0 | 43,4 | 35,7 | 83,1 | 5,0 | 2,5 | 1,1 | 0,3 | 19,5 |
| 2001-2002 | Houston Rockets  | 74  | 74  | 42,1 | 43,8 | 39,5 | 85,0 | 4,1 | 2,5 | 1,5 | 0,5 | 21,7 |
| 2002-2003 | Houston Rockets  | 73  | 73  | 41,7 | 43,4 | 35,2 | 85,8 | 4,2 | 2,8 | 1,3 | 0,5 | 17,5 |
| 2003-2004 | Houston Rockets  | 80  | 80  | 40,4 | 42,6 | 39,0 | 81,1 | 4,5 | 3,2 | 1,3 | 0,4 | 15,8 |
| 2004-2005 | Orlando Magic    | 23  | 21  | 31,6 | 43,2 | 46,4 | 79,7 | 2,7 | 1,8 | 1,0 | 0,4 | 16,0 |
| 2004-2005 | Sacramento Kings | 43  | 43  | 38,7 | 44,0 | 42,4 | 83,1 | 3,9 | 3,4 | 1,2 | 0,5 | 17,8 |
| 2005-2006 | L.A. Clippers    | 79  | 74  | 37,7 | 42,6 | 33,9 | 83,9 | 4,3 | 3,0 | 1,2 | 0,5 | 14,8 |
| 2006-2007 | L.A. Clippers    | 78  | 73  | 36,4 | 44,0 | 41,1 | 83,7 | 3,4 | 2,5 | 1,2 | 0,3 | 13,8 |
| 2007-2008 | L.A. Clippers    | 77  | 38  | 35,1 | 43,3 | 34,9 | 81,9 | 3,6 | 2,6 | 1,0 | 0,4 | 12,8 |
| 2008-2009 | L.A. Clippers    | 11  | 11  | 33,2 | 43,2 | 34,3 | 72,2 | 2,6 | 1,1 | 1,4 | 0,2 | 13,7 |
| Carriera  | Carriera         | 747 | 581 | 37,0 | 43,3 | 37,8 | 83,5 | 3,9 | 2,7 | 1,2 | 0,4 | 16,0 |

#### Playoffs
| Anno     | Squadra          | PG | PT | MP   | TC%  | 3P%  | TL%  | RP  | AP  | PRP | SP  | PP   |
| -------- | ---------------- | -- | -- | ---- | ---- | ---- | ---- | --- | --- | --- | --- | ---- |
| 1999     | Houston Rockets  | 4  | 4  | 23,5 | 46,7 | 57,1 | 90,9 | 1,0 | 2,8 | 0,5 | 0,0 | 7,0  |
| 2004     | Houston Rockets  | 5  | 5  | 42,0 | 38,7 | 28,6 | 80,0 | 4,8 | 2,8 | 0,6 | 0,6 | 14,4 |
| 2005     | Sacramento Kings | 5  | 5  | 31,8 | 44,3 | 28,0 | 71,4 | 2,8 | 1,8 | 1,2 | 0,4 | 14,8 |
| 2006     | L.A. Clippers    | 12 | 12 | 39,4 | 42,7 | 36,7 | 89,7 | 4,8 | 2,0 | 0,7 | 0,3 | 13,3 |
| Carriera | Carriera         | 26 | 26 | 36,0 | 42,2 | 33,7 | 86,0 | 3,8 | 2,2 | 0,7 | 0,3 | 12,8 |

## Palmarès
- NBA All-Rookie Second Team (1999)

## Curiosità
Il 28 gennaio 2005, la casa di Mobley a Bel Air venne derubata. Il furto ammontava a 500 000 dollari in contanti, gioielleria, e altri oggetti.
Il fratellastro di Cuttino, Daniel Smith, era un ricevitore dei Carolina Panthers nella NFL. È anche cugino dell'ex linebacker della NFL John Mobley.